# Tjeker

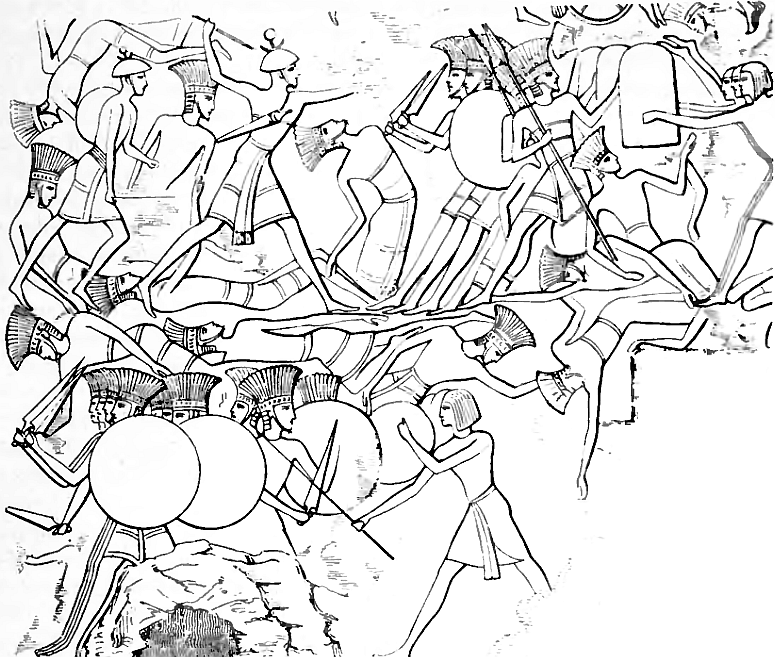
Los tjeker y los sherden luchando contra las tropas de Ramsés III durante la batalla de Djahy, c. 1178 a. C.

Los tjeker, tjekel o tjekker eran una de las etnias que englobaban los denominados pueblos del mar.
Son conocidos principalmente por la Historia de Unamón, aunque los tjeker también están documentados anteriormente, en Medinet Habu, como asaltantes que fueron derrotados por el faraón Ramsés III de Egipto en los años 5, 8 y 12 de su reinado. Se cree que son el pueblo que desarrollaron el puerto de Dor, a los pies del Monte Carmelo, en Canaán durante el siglo XII a. C., convirtiendo una pequeña ciudad de la Edad del Bronce en una gran ciudad portuaria.

## Orígenes
Como ocurre con otros pueblos del mar, los orígenes de los tjeker son inciertos. Su nombre es un exónimo egipcio, generalmente romanizado como tkr y ampliado como tjekru o dyekker. El egipcio también puede romanizarse como skl, es decir, sikil o sical.
No existe consenso sobre la forma original o etimología del nombre, ni tampoco sobre el origen del pueblo. A veces se les ha identificado con los sículos de Sicilia, que también son vinculados a los shekelesh: otro exónimo atribuido a un grupo diferente entre los pueblos del mar. Otra teoría, presentada por Flinders Petrie, vincula el etnónimo a Zakros, en el este de Creta. Algunos otros académicos han aceptado la asociación. Se ha sugerido una posible identidad con los teucros, una tribu descrita en las fuentes antiguas como habitantes del noroeste de Anatolia al sur de Troya.  Sin embargo, Trevor Bryce ha descartado esta identificación, tachándola de 'pura especulación'.

## Asentamiento en Dor
Los pueblos que según los textos de Medinet Habu fueron derrotados por Ramsés III fueron los peleset, los tjeker, los shekelsh, los denyen y los weshesh. En el Papiro Harris I también se menciona a los sherden:

Extendí todas las fronteras de Egipto y derroqué a los que las habían atacado desde sus tierras. Di muerte a los denyen en sus islas, mientras que los tjeker y los filisteos fueron hechos cenizas. Los sherden y los weshesh del Mar fueron hechos inexistentes, capturados todos juntos y llevados en cautividad a Egipto como las arenas de la costa...

Los tjeker pudieron haber conquistado la ciudad de Dor, en la costa de Canaán cerca de la moderna Haifa, y la convirtieron en una gran ciudad portuaria bien fortificada (clasificada como 'Dor XII', fl. c. 1150-1050 a. C.). Fue el centro de un reino de los tjeker que está confirmado arqueológicamente, al norte de la llanura de Sharón. Sin embargo, la ciudad sería violentamente destruida a mediados del siglo XI a. C., y la conflagración fue tal que hizo que los ladrillos de barro se volvieran rojos y se depositara una enorme capa de cenizas y escombros. Ephraim Stern conecta la destrucción con la expansión contemporánea de los fenicios, que sería frenada por los filisteos, más al sur y los israelitas.
Los tjeker son uno de los pocos pueblos del mar de los que se dispone el registro de uno de sus gobernante. En el relato del papiro del siglo XI a. C. con la Historia de Unamón, un sacerdote egipcio, se da el nombre de 'Beder' al gobernante de Dor.

Estancia y desventuras en Dor

"Llegué a Dor, una ciudad de los tjeker, y Beder, su príncipe, me hizo llevar cincuenta panes, una medida de vino y una pierna de buey."

Según Edward Lipinski, los sículos (tjekker) de Dor eran marineros o mercenarios, y b3-dỉ-r (Beder) era el título del gobernador local, un representante del rey de Tiro.
No se conoce ninguna otra mención de los tjeker después de la Historia de Unamón.